# Have It All (álbum de Jesse McCartney)
Have It All es el cuarto álbum de estudio del cantante estadounidense Jesse McCartney.

## Información

### Producción
McCartney pasó un año trabajando en el álbum, con una variedad de compositores y productores, incluyendo a Kevin Rudolf, Jacob Kasher, Joshua "Ammo" Coleman y Sean Garrett, con quien McCartney ya había trabajado en su anterior álbum, Departure.

## Cancelación
El 6 de mayo de 2012 la madre de McCartney dijo en su cuenta de Twitter que la sustitución del presidente de su sello discográfico, Hollywood Records, estuvo retrasando el lanzamiento del álbum.

## Canciones
La siguiente lista de canciones fue confirmada por McCartney:
| N.º | Título                                | Escritor(es)                                                          | Productor(es)              | Duración |  |
| 1.  | «Shake»                               | Joshua Coleman, Jesse McCartney, Jacob Kasher                         | Ammo                       | 3:10     |  |
| 2.  | «One Night»                           | Jacob Kasher, Kevin Rudolf, Jesse McCartney                           | Kevin Rudolf               | 3:35     |  |
| 3.  | «The Writer»                          | Danja, August Rigo                                                    | Danja                      |          |  |
| 4.  | «Club Hop»                            | Jesse McCartnney, Sean Garrett                                        | Sean Garrett               |          |  |
| 5.  | «I Think She Likes Me»                | Jacob Kasher, Kevin Rudolf, Jeff Halavacs, Jesse McCartney            | Kevin Rudolf               |          |  |
| 6.  | «Tonight Is Your Night»               | Jesse McCartney                                                       |                            | 4:12     |  |
| 7.  | «I Don't Normally Do This» (con Tyga) | Jesse McCartney, Sean Garrett, Tyga                                   | Sean Garrett               |          |  |
| 8.  | «Undo»                                |                                                                       |                            |          |  |
| 9.  | «Have It All»                         | Jesse McCartney, Ronald "Young Yonny" Ferebee, Nathan Lawrence Walker | Nathan Walker, Young Yonny |          |  |
| 10. | «Mrs. Mistake»                        | Crystal Nicole Johnson                                                |                            |          |  |
| 11. | «Seasons (My Love Will Never Change)» |                                                                       |                            |          |  |

## Sencillos
- Shake (2010). Fue el primer sencillo oficial para promocionar el álbum, lanzado en las radiofusoras en septiembre de 2010,[18] y digitalmente el 21 de septiembre del mismo año.[3]